# شركة الجداول الرسمية
شركة الجداول الرسمية (بالإنجليزية: Official Charts Company)‏ المشار إليها أيضًا باسم الجداول الرسمية هي منظمة بريطانية مشتركة مهنية تقوم بتجميع جداول ترتيب «رسمية» مختلفة في المملكة المتحدة، بما في ذلك تصنيف المملكة المتحدة للأغاني المنفردة، تصنيف ألبومات المملكة المتحدة، تصنيف تنزيلات المملكة المتحدة للموسيقى المنفردة تصنيف تنزيلات الألبومات في المملكة المتحدة، بالإضافة إلى جداول الفيديو المصور لنوع معين من الموسيقى.
تنتج الشركة مخططاتها من خلال جمع ودمج بيانات المبيعات من تجار التجزئة من خلال باحثي السوق ميلوارد براون، وتزعم أنها تغطي 99٪ من سوق الفردي و95٪ من سوق الألبوم، وتهدف إلى جمع البيانات من أي بائع تجزئة يبيع أكثر من 100 عناصر الرسم البياني في الأسبوع. في عام 2017، أبرمت الشركة صفقة مع جمعية الموسيقى المسجلة الأيرلندية لتجميع جدول الترتيب الموسيقى المنفردة الأيرلندي، جدول ترتيب مخطط الألبومات الأيرلندية وجداول الترتيب الأيرلندية الأخرى نيابة عنهم. ستستمر الصفقة لمدة خمس سنوات.

## روابط خارجية
- الموقع الرسمي لشركة الجداول الرسمية